# Muqtada al-Sadr
Muqtada al-Sadr (مقتدى الصدر, también conocido como Moqtada, Múqtada; al-Sáder o Muctada al-Sáder) (Nayaf, 4 de agosto de 1974) es un clérigo chií y uno de los políticos iraquíes más influyentes a pesar de que nunca ha ostentado un cargo en el gobierno. Dirige el partido Movimiento Sadrista especialmente implantado en los barrios pobres chiíes y la milicia Ejército de al-Mahdi, una de las más poderosas de Irak.
Su perfil público se forjó a partir de 2003 durante la guerra de Irak. Fue uno de los líderes de la insurgencia más relevantes y su milicia, que se hizo fuerte en Ciudad de Sadr en Bagdad,  golpeó duramente tanto a las fuerzas de la coalición liderada por Estados Unidos, como al ejército iraquí. También se enfrentó a las milicias suníes por lo que fue acusado de avivar los enfrentamientos sectarios.
En el periodo de reconstrucción de Irak tras la guerra, su partido ha participado activamente en la política. En 2006 apoyó al primer ministro Nuri al Maliki, también chií, del partido Dawa, y varios miembros de sus partido fueron ministros pero se retiraron en 2007 del gobierno. En 2010 volvió a apoyar a al Maliki dándole una ventaja decisiva sobre sus rivales. 
Situado con en primera línea política, en 2016 lidera la oposición al primer ministro Haidar al Abadi al que reclama un gobierno tecnócrata frente al reparto tradicional de poder por cuotas de clanes y partidos. Algunos análisis interpretan que su posición está relacionada con la pugna entre diferentes clanes chiíes y el temor de Sadr a perder protagonismo ante la emergencia de nuevas milicias que destacan por lucha contra el Estado Islámico.
Pertenece a una influyente familia chií. Su padre fue el Gran Ayatolá Mohamed Mohamed Sadeq al-Sadr asesinado por el dictador Sadam Huseín en 1999. También otro familiar, Mohamed Baqir al-Sadr, filósofo y pensador chií fundador del Partido Islámico Dawa fue asesinado por Sadam en 1980.
Habitualmente reside en la ciudad santa de Nayaf y se desplaza a Bagdad en pocas ocasiones.

## Familia
Muqtada al Sadr tiene ascendencia iraquí e iraní. Su bisabuelo fue Ismail al Sadr.
El gran ayatolá Muhammad Baqir al-Sadr fue el antecedente del movimiento religioso y político chií de Irak cuyos miembros se han venido a conocer como sadristas. Es autor de dos grandes obras Iqtisaduna (Nuestra Economía) y Falsafatuna (Nuestra Filosofía); la primera de estas obras presenta el marco, el método y los principios de la economía islámica. Fue también uno de los fundadores del partido islamista chií Dawa.
Él fue ejecutado por el régimen de Sadam Huseín el 8 de abril de 1980 junto con su hermana Amina Sadr Bint al-Huda, una mujer erudita en los temas religiosos. Muhammad Baqir mostró su apoyo inequívoco a la Revolución Islámica de Irán en 1979 en un contexto en el que el régimen de Sadam Huseín temía una extensión de la misma a Irak, que cuenta con una población chií de más del 60%. Esto llevó a que Saddam, temeroso de sufrir un destino similar al del Shah de Irán, iniciara una feroz represión contra los chiíes y sus organizaciones. Ello llevó las relaciones entre el baasismo y el islamismo chií en Irak desde una limitada oposición cultural a una sangrienta confrontación política a gran escala.
Esta represión alcanzó una mayor escala en marzo y abril de 1991, cuando los chiíes del sur de Irak se rebelaron contra el régimen de Saddam tras la derrota y expulsión del ejército iraquí de Kuwait tras la guerra del Golfo de 1991. La represalia de Saddam fue brutal y costó la vida a 150.000 chiíes en esta zona, incluyendo en áreas como Hilla, Mahawil y Basora.
El primo y estudiante de Muhammad Baqir, Muhammad Sadiq al Sadr, se convirtió posteriormente en el más peligroso oponente al régimen hasta que fue asesinado por sicarios de este en 1999 junto con dos de sus hijos. Tras el desastre de 1991, Mohammad Sadiq fue lo bastante hábil para evitar un choque frontal con el régimen y buscó una forma de revivir la moral y el compromiso religioso de los chiíes. Buscó satisfacer las necesidades de la vida diaria y resolver los problemas de la población más desfavorecida al mismo tiempo que socavaba de manera sutil la propaganda del régimen. Quería crear una base popular islámica lo suficientemente fuerte como para hacer frente a un régimen tiránico, pero sin desarrollar un discurso político. Él mostró un rechazo abierto a la política estadounidense de sanciones contra el país, que llevó a este último en los años noventa a una catástrofe económica y a millones de iraquíes a una situación de pobreza y hambre. El régimen de Saddam no tenía medios económicos debido a las sanciones y se vio obligado a suspender o comercializar los servicios públicos que antes eran gratuitos e introducir fuertes impuestos. El impacto en la comunidad chií de las sanciones fue peor que en otras, ya que los chiíes siempre habían estado entre las capas más desfavorecidas de Irak.
Muhammad Sadiq logró reconectar a mundo clerical de Nayaf con los medios urbanos y tribales rurales y creó una red de predicadores y organizadores en Bagdad, incluyendo en el enorme suburbio de Az Zaura (luego rebautizado como Ciudad Saddam y hoy Ciudad Sadr), que cuenta con más de dos millones de habitantes, y en el sur y centro de Irak. Él hablaba de temas sociales y económicos que afectaban a la vida de las personas. Era algo que los representantes de la hausa (el alto estamento clerical chií de Nayaf) no había hecho antes La asistencia a sus sermones alcanzó una cifra de cientos de miles, como puede verse en fotografías. También logró establecer una alianza con segmentos influyentes de las clases medias urbanas.
En 1997, el gobierno iraquí al comprobar que Muhammad Sadiq estaba creando un movimiento de masas, comenzó a restringir sus actividades, limitando el número de fieles que podía acudir a la Gran Mezquita de Kufa, donde predicaba, y prohibiendo las procesiones religiosas. Finalmente, el 19 de febrero de 1999, Muhammad Sadiq fue asesinado junto a dos hijos, Mustafa y Muammal, en un ataque con disparos contra su vehículo. Como reacción, tuvo lugar lo que se vino a llamar “la “intifada de Al Sadr”. La más seria revuelta tuvo lugar el 17 de marzo en Basora, donde fueron at atacados durante la noche edificios gubernamentales, de la inteligencia y del Partido Baaz, causando la muerte a más de 40 miembros de este último. La represalia fue salvaje y al menos 120 personas fueron ejecutadas.
Por otro lado también tiene ascendencia libanesa. Sus antepasados emigraron desde el sur del Líbano a Irak. Es primo del desaparecido Imam Musa Sadr uno de los fundadores del Movimiento Amal.

## Trayectoria
Tras la invasión estadounidense de 2003, fueron estos antecedentes familiares de la familia al-Sadr, dos veces santificada por el martirio, los que promovieron rápidamente a un bastante desconocido Muqtada al-Sadr, el hijo menor de Muhammad Sadiq, al papel de liderazgo.
Muqtada tuvo la fortuna de sobrevivir debido a la hipocresía del régimen de Saddam, que fingió no tener nada que ver con la muerte de su padre ni sus hermanos. El régimen también temía de que el asesinato de Muqtada pudiera provocar una rebelión más importante entre los chiíes
Muqtada nació el 12 de agosto de 1973 y tenía así 25 años cuando su padre y sus hermanos fueron asesinados. Se casó con una hija de Muhammad Baqir al-Sadr en 1994. En 1997, su padre le encargó de la dirección de la revista Al Huda, que recogía los discursos y fatuas de su padre y artículos de otros sabios chiíes. Muqtada era también decano de una universidad islámica creada por su padre en Nayaf. Y, más importante, era responsable del suburbio de Al Zaura en Bagdad, que ha sido el principal bastión de su fuerza e influencia.
Durante los cuatro años siguientes al asesinato de Muhammad Sadiq y sus dos hijos, Muqtada estuvo aislado en su casa bajo arresto domiciliario y fue incapaz de liderar ninguna red clandestina sadrista. La persecución a los seguidores de Muhammad Sadiq fue intensa y era peligroso incluso visitar su tumba en Nayaf.
No obstante, Muqtada continuó siendo un joven inteligente y carismático y muchos jóvenes confiaban más en él que en otros líderes chiíes que vivían en el extranjero como Sayyid Mayid al-Jui, exiliado en Londres, o Muhammad Baqir al-Hakim, líder del Consejo Supremo de la Revolución Islámica en Irak (CSRII), exiliado en Teherán. Muqtada defendía una ideología basada en el pensamiento religioso chií y el nacionalismo iraquí. 
Un aspecto que muestra el nacionalismo de Muqtada al Sadr es su rechazo a la idea de federalismo y su defensa de un estado central fuerte. Además, en nombre de la identidad nacional iraquí, él defendió la unidad entre chiíes y sunníes para hacer frente a la ocupación estadounidense. Muqtada no tiene tampoco una agenda política universal que pueda ser proyectada fuera de Irak.
Al igual que sus dos antecesores abogaba por construir una sociedad islámica que preparara para el retorno del Imam Mahdi, el redentor que, según la doctrina chií, pondrá fin al dominio de los tiranos y establecerá la justicia en el mundo.Sin embargo, el movimiento sadrista no tiene una visión ideológica dirigida a la creación de un estado islámico, a diferencia de lo que sucedió durante la Revolución iraní. 
Muqtada al-Sadr y los sadristas quedaron sorprendidos por la escala del apoyo popular al movimiento en abril de 2003, cuando el régimen de Saddam cayó debido a la invasión de las tropas estadounidenses y de sus aliados. Ellos representaban a millones de trabajadores y desempleados. También eran un movimiento religioso en un país poco inclinado a seguir a políticos laicos. Sin embargo, ellos tenían un número limitado de militantes y no tenían una estructura política consolidada.Pero en un par de meses los sadristas controlaban ya el 90% de las mezquitas en Ciudad Sadr y las escuelas, hospitales y centros de servicios sociales. También representaban una gran fuerza en Nasiriya y Nayaf.
Muqtada logró afirmar su autoridad sobre grandes masas de chiíes de Irak debido a sus propias capacidades y al legado de su padre en términos de prestigio y organización. Su ascenso representó una gran sorpresa tanto para los políticos exiliados como para los miembros del liderazgo clerical en Nayaf. Este último seguía una estrategia “quietista”, lejos de la movilización popular, que mantuvo alejado al liderazgo religioso de Nayaf de la amplia población. Esta estrategia fue llevada al límite durante la época de Sadam Huseín.
Muqtada pronunció su primer sermón en la Gran Mezquita de Kufa el 11 de abril y fue a Bagdad el 11 de julio. En Irak existían otras poderosas organizaciones chiíes, como el CSRII de Muhammad Baqir al Hakim, cuya rama armada, la Organización Badr, tenía entre 4.000 y 8.000 combatientes bien entrenados y armados. La influencia de Ali al Sistani como el gran líder religioso chií de Irak también fue siempre superior a la de Muqtada. También hay que citar a Dawa, cuyos líderes estuvieron en su mayoría en el exilio y que agrupaba sobre todo a las élites económicas e intelectuales dentro de la comunidad chií.

## Oposición a la ocupación militar estadounidense
Muqtada se opuso a la ocupación estadounidense de Irak desde el principio, mientras otros líderes religiosos y políticos chiíes buscaron cooperar con ella, al menos de forma temporal. Muqtada dijo en una ocasión: «El pequeño demonio (Saddam) se ha ido, pero el gran demonio (EE. UU) ha llegado». EE. UU creó el Consejo de Gobierno Iraquí el 13 de julio de 2003, pero sus miembros tenían poco poder real y eran vistos como títeres estadounidenses. Muqtada dijo: «No lo reconocemos ni directa ni indirectamente porque esto va en contra de los deseos de los iraquíes». El 18 de Julio en la Gran Mezquita de Kufa anunció la creación del Ejército del Mahdi y llamó a una «movilización general para luchar contra los ocupantes estadounidenses y británicos». Al principio, el Ejército del Mahdi era débil y no tenía unidades como compañías y divisiones, sino solo grupos de hombres armados. El inicio de los atentados de Al Qaida contra las comunidades chiíes en Irak también contribuyó a la expansión de la organización.
El vicerregente estadounidense y jefe de la Autoridad Provisional de la Coalición, Paul Bremer, se fijó como objetivo acabar con el Ejército del Mahdi y el poder de Muqtada y ordenó el arresto de este y sus lugartenientes en un momento en el que creía la impopularidad de la ocupación. Muqtada había afirmado que deseaba oponerse a la presencia estadounidense por medios pacíficos
Las relaciones entre los estadounidenses y Ali Al Sistani tampoco eran excelentes. Este se negó a recibir a representantes de EE. UU. y en una fatua publicada el 26 de junio de 2003 exigió la celebración de unas elecciones a un Parlamento que debía redactar una nueva Constitución. Él creía que esto daría lugar a que los chiíes ocuparan un lugar predominante en la política iraquí debido a que constituían una mayoría.
Tras el cierre de la publicación de Al-Sadr Al Hausa y el arresto de un asesor de Muqtada, Mustafa al-Yacubi, el 4 de abril de 2004 el Ejército del Mahdi tomó varias ciudades y puntos de Irak sin encontrar mucha resistencia. El principal choque entre los sadristas y el ejército estadounidense se produjo en Nayaf, en especial en el cementerio de Wadi al Salam (el mayor del mundo), donde los miembros del Ejército del Mahdi llevaron a cabo operaciones de guerrilla contra los estadounidenses, que hacían también frente en ese momento a una batalla contra grupos sunníes en Faluya. Al final, la crisis se resolvió mediante negociaciones. La Autoridad Provisional de la Coalición y los norteamericanos abandonaron sus anteriores demandas sobre el arresto de Muqtada y el desarme y disolución del Ejército del Mahdi y Muqtada accedió a retirar a sus hombres de Nayaf.
El 3 de agosto de 2004 tuvo lugar la segunda batalla de Nayaf. El Ejército del Mahdi estaba mejor entrenado, equipado y organizado en compañías y batallones en comparación con lo sucedido en abril. Pero en esta ocasión existía la posibilidad de que el ejército estadounidense asaltara el Mausoleo del Imam Ali y esto llevó al gran ayatolá Ali al Sistani a intervenir personalmente. El 25 de agosto se anunció que encabezaría una marcha a Nayaf para impedir que el Mausoleo resultara dañado o destruido. El 26 de agosto el ejército estadounidense declaró un cese el fuego y Muqtada se reunió con Sistani. Se acordó que Nayaf y Kufa serían desmilitarizadas y la policía iraquí tomaría el control de dichas ciudades.

## Giro hacia la política
Tras estos enfrentamientos en 2004, Muqtada mostró un giro hacia la acción política, aunque su rechazo a la ocupación estadounidense continuó. La estrategia del gran ayatolá Ali al Sistani había funcionado y obligó a los estadounidenses a permitir dos elecciones parlamentarias y un referéndum en 2005 que dio lugar a una mayoría chií en el Parlamento de Irak, lo que se convertiría en una característica constante hasta el día de hoy. Los sadristas se convirtieron en parte de la Alianza Iraquí Unida, una coalición de grupos chiíes formada el 16 de diciembre de 2004, que obtuvo la victoria en las elecciones parlamentarias. En el marco de la coalición, los sadristas consiguieron 32 escaños dentro del Parlamento, que cuenta con 275. Esto hizo que fuera muy difícil formar gobierno en Irak sin el apoyo de los mismos. La participación en política permitió a Muqtada acceder a los recursos del estado Iraquí y ofrecer miles de empleos a los desempleados en lugares como Ciudad Sadr, fortaleciendo y ampliando así su base social.
En 2008, al-Sadr disolvió el Ejército Mahdi, solo para revivirlo en 2014, cambiando su nombre al de Saraya al-Salam para luchar contra el Daesh. En 2021, ordenó el cierre de los cuarteles de Saraya al-Salam en 11 provincias de Irak.
En enero de 2011, Muqtada se retiró a Irán, a Qom, para realizar estudios teológicos, con la intención de compensar su falta de autoridad religiosa en un sistema donde los altos clérigos chiíes aún conservan una influencia fundamental.

### 2016
El 26 de febrero de 2016 Sadr convocó a un millón de personas que se manifestaron en la plaza Tahrir de Bagdad para protestar por la corrupción en Irak y el fracaso del gobierno para reformar el país. La protesta fue considerada como una de las más masivas en la historia moderna de Irak. En su intervención, exigió al primer ministro Abadi reformas profundas y animó a los manifestantes a "alzar la voz y gritar para que los corruptos tuvieran miedo".
El 18 de marzo los seguidores de Sadr organizaron una protesta en el exterior de la Zona Verde de Bagdad donde están ubicadas las embajadas y los edificios oficiales después de que Sadr denunciara que la Zona Verde era "el bastión de apoyo a la corrupción".
El 27 de marzo el propio Sadr viajó a Bagdad desde su residencia en Nayaf y él mismo entró en la Zona Verde desde donde realizó un discurso exigiendo cambios políticos. En este caso pidió a sus seguidores que se quedaran fuera de la zona. Cuando Sadr cruzó la barrera de seguridad, los responsables militares y policiales del acceso, lejos de impedirle el paso le saludaron con honores.
El 30 de abril centenares de seguidores de Sadr irrumpieron en la Zona Verde y asaltaron la sede del Parlamento exigiendo al primer ministro Haidar al Abadi un gobierno tecnócrata que acabe con la corrupción. Durante la noche decidieron acampar en la plaza principal de la Zona Verde, la plaza Al Ihtifalat (Celebraciones) y quedarse allí hasta ser escuchados. Finalmente el 1 de mayo se retiraron con la amenaza de regresar y ocupar las sedes de la Presidencia, del primer ministro y del Parlamento otra vez, si no se cumplían sus exigencias.

### Éxitos electorales
Al mismo tiempo, el movimiento sadrista ha ido cosechando éxitos electorales. En las elecciones de 2010, los parlamentarios sadristas obtuvieron 40 escaños (de un total de 325) y ocho ministerios (de 42). En las elecciones parlamentarias del 10 de octubre de 2021, el bloque político sadrista se convirtió en la primera fuerza política de Irak tras obtener 73 escaños de un total de 329.